# 차별금지법
차별금지법(差別禁止法, 영어: anti-discrimination law, non-discrimination law)은 특정 소수자 집단에 대한 차별을 막기 위한 법이다. 여러 국가 및 국제단체에서는 각기 다른 차별금지법을 채택하고 있으며, 보호하는 집단과 금지하는 차별 사유 등에 있어서 서로 등을 이유로 한 정치적·경제적·사회적·문화적 생활영역에 있어서 합리적인 이유 없는 차별과 혐오 표현을 금지하는 법률이 이에 해당한다.

## 분류
모든 종류의 차별을 다루는 포괄적 차별금지법과 인종, 성별, 장애 등 특정 차별만 다루는 개별적 차별금지법으로 나뉜다.

## 다른 나라의 차별금지법 예
- 뉴질랜드
  - 1997년 인권법 (Human Rights Act)
- 독일
  - 2006년 일반균등대우법 (Allgemeines Gleichbehandlungsgesetz)
- 멕시코
  - 2013년 Federal Law to Prevent and Eliminate Discrimination
- 미국
  - 1866년 시민권리법 (Civil Rights Act)
  - 1972년 교육수정법 제9장 (Title IX of Education Amendments)
  - 1975년 연령차별법 (Age Discrimination Act)
  - 1990년 장애인법 (Americans with Disabilities Act)
- 영국
  - 1965년 인종관계법 (Race Relations Act)
  - 1975년 성차별법 (Sex Discrimination Act)
  - 1995년 장애인차별법 (Disability Discrimination Act)
  - 2006년 평등법 (Equality Act)
  - 2010년 평등법 (Equality Act 2010)
- 오스트레일리아
  - 1975년 인종차별법 (Racial Discrimination Act)
  - 1977년 차별금지법 (Anti-Discrimination Act)
  - 1992년 장애인차별법 (Disability Discrimination Act)
- 오스트리아
  - 1979년 균등대우연방법 (Bundesgesetz über die Gleichbehandlung)
- 유럽 연합
  - 2000년 유럽 연합 기본권 헌장 (Charter of Fundamental Rights of the European Union)
- 이스라엘
  - 2000년 Prohibition of Discrimination in Products, Services and Entry into Places of Entertainment and Public Places Law
- 캐나다
  - 1977년 퀘벡주의 인권과 자유 헌장 (The Charter of Human Rights and Freedoms)
  - 1977년 인권법 (Human Rights Act)
- 프랑스
  - 프랑스 민법 제16-13조
  - 프랑스 형법 법률편 제2권 제5장 "사람의 존엄성에 관한 침해" 중 제1절

## 같이 보기
- 대한민국 차별금지법
- 나라별 법률에 따른 성소수자의 권리
- 평등결혼